# Nansana

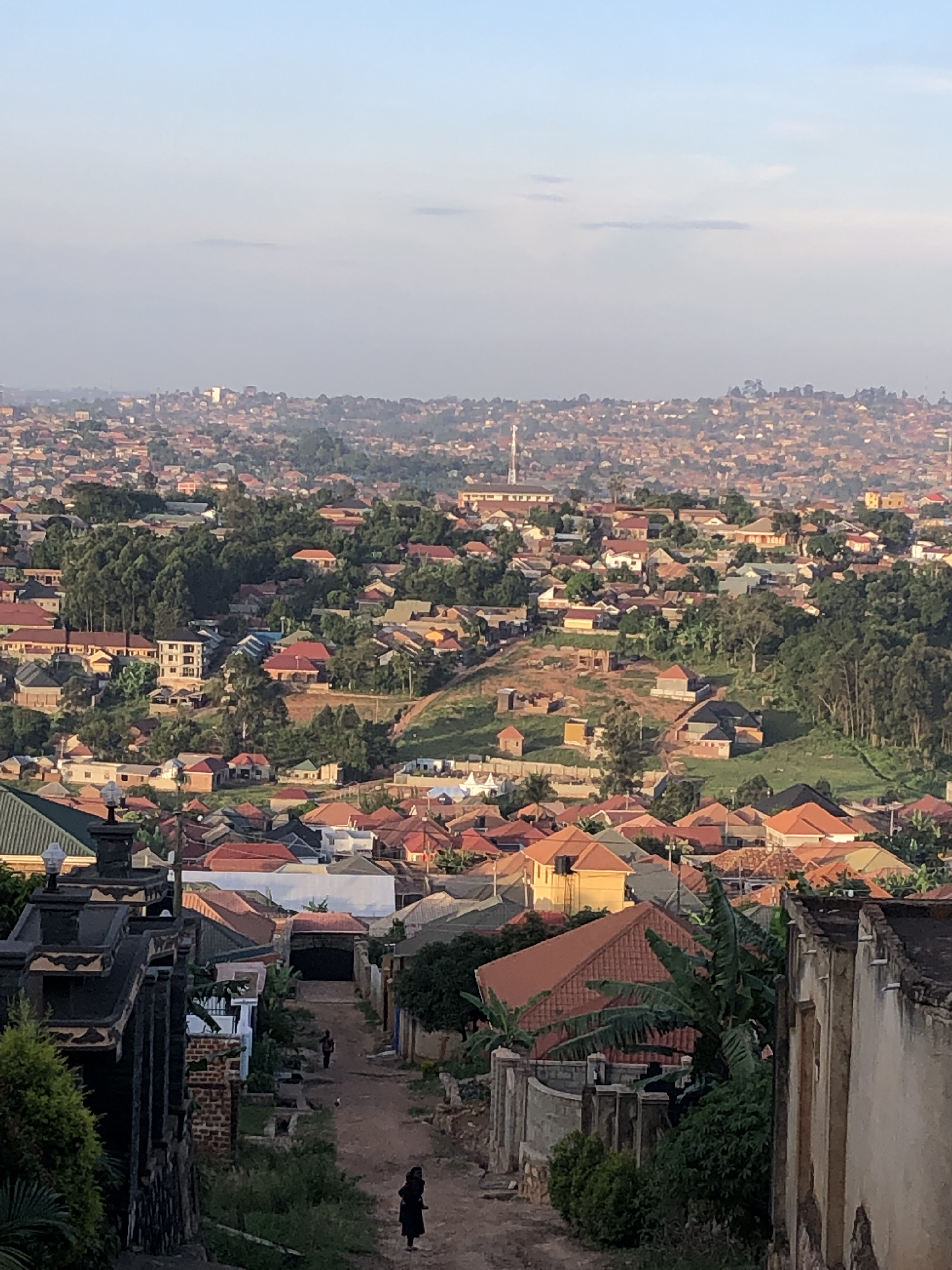
Blick auf Nansana

Nansana ist eine Stadt in der Central Region in Uganda. Sie befindet sich im Distrikt Wakiso und ist eine der fünf Gemeinden des Distrikts. Den Status als Gemeinde (Municipality) besitzt Nansana seit dem Jahr 2015. Dank ihrer Lage nördlich der Stadt Kampala verzeichnet sie ein rasantes Bevölkerungswachstum.

## Lage
Nansana liegt an der Hauptstraße zwischen Kampala und Hoima, der Kampala-Hoima-Straße. Die Stadt liegt ungefähr 12 Kilometer auf der Straße nordwestlich von Kampala, Ugandas Hauptstadt und größte Stadt. Die Stadt befindet sich ungefähr 9 Kilometer südlich von Wakiso, dem Standort der Distrikthauptstadt.

## Bevölkerung
Im Jahr 2002 bezifferte die nationale Volkszählung die Bevölkerung von Nansana auf 62.044. Im Jahr 2010 schätzte das Uganda Bureau of Statistics (UBOS) die Bevölkerung der Stadt auf 86.200. Im Jahr 2014 bezifferte eine neue Volkszählung die Bevölkerung auf 365.124.

## Persönlichkeiten
- Godfrey Makumbi (1962–2015), anglikanischer Bischof in Uganda